# Utricularia pubescens
Utricularia pubescens — вид рослин із родини пухирникових (Lentibulariaceae).

## Біоморфологічна характеристика

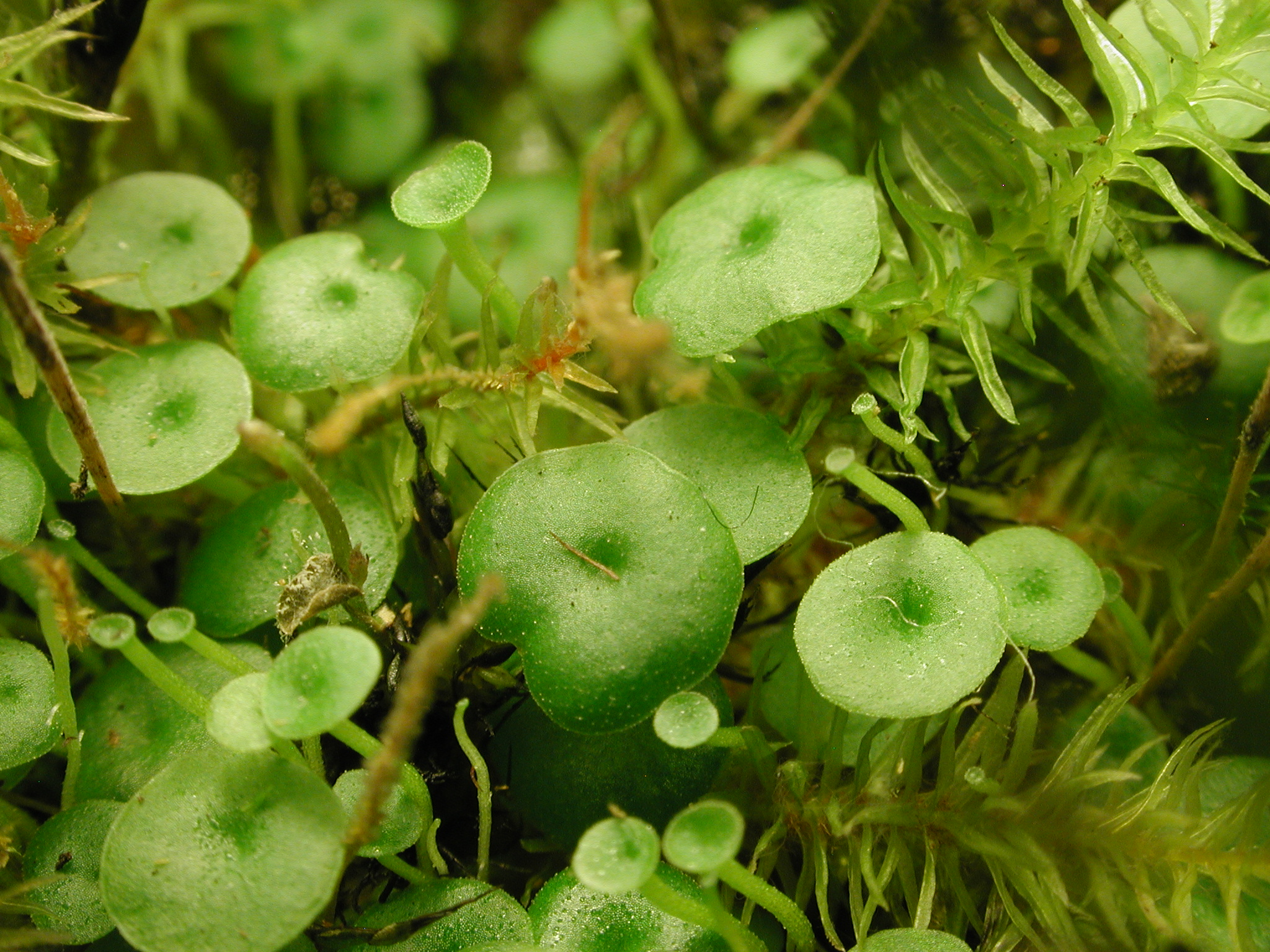
Листки

Ризоїди і столони капілярні, численні. Листки як правило присутні при стадії цвітіння, розкидані на столонах, округлі чи щитоподібні, на довгих 2–10 мм ніжках; пластина м'ясиста, слизиста, 1–5 мм у діаметрі. Пастки численні, кулясті, 0.5–0.8 мм завдовжки; рот кінцевий; верхня губа виступає, нижня губа ледве виступає, обидві забезпечені рядами залозистих волосків. Суцвіття прямовисне, 2–35 см завдовжки; квіток 1–6(10). Частки чашечки нерівні, зазвичай щетинисті; верхня частка яйцювата, 1.5–3 мм завдовжки, верхівка гостра; нижня частка яйцювата чи округла, верхівка двозуба. Віночок білий чи блідо-бузковий, 2–16 мм завдовжки; верхня губа в 1.5–2 довша від верхньої чашечкової частки, вузько довгаста, верхівка закруглена, зрізана або ± вирізана; нижня губа кругла, цільна; піднебіння сильно підняте шпора зазвичай конічно-шилоподібна, до 4 разів довша за нижню губу, але дуже змінна по довжині й іноді значно зменшена. Коробочка куляста. Насіння численне, яйцеподібне.

## Середовище проживання
Зростає у тропічній Африці, Індії, Панамі й південному сході Південної Америки.
Цей однорічний наземний вид зазвичай зростає на болотах і на берегах струмків; на висотах від 0 до 1900 метрів.

## Використання
Вид культивується невеликою кількістю ентузіастів роду. Торгівля незначна.